# 金田進一
金田 進一（かねだ しんいち、1974年1月13日 - ）は、東京都出身の元俳優。
JAE（ジャパンアクションエンタープライズ）34期生。

## 人物
JAEの代表取締役社長であり東映専門の番組の監督でもある金田治の実子。
JAE所属のスタントマンとして活動し、『劇場版 さらば仮面ライダー電王 ファイナル・カウントダウン』では父の治が監督を務める中、メインであるキャラクター（仮面ライダー電王ライナーフォーム、テディ）を演じた。テディの起用はアクション監督である宮崎剛の推薦によるものであり、本作で大役を演じることが初めてであったことからかなり悩んでいたため、治からは自分で考えて堂々と演じることをアドバイスされている。撮影現場では「ジュニア」の愛称で呼ばれていた。
2014年12月、自身のブログで引退を発表。現在はJAEの社員として活動している。

## 出演

### テレビドラマ
- 愛のソレア（2004年9月27日 - 12月29日、東海テレビ）
- 義経（2005年1月9日 - 12月11日、NHK） - 兵士 役
- 柳生十兵衛七番勝負（2005年4月1日 - 5月6日、NHK総合テレビ）
- 離婚弁護士II〜ハンサムウーマン〜（2005年4月19日 - 6月28日、フジテレビ）
- 金曜かきこみTV（NHK教育テレビ） - マキジャーク 役
- 帰ってきた時効警察（2007年4月13日 - 6月8日、テレビ朝日）
- 特命係長 只野仁（テレビ朝日）
- プロポーズ大作戦（2007年、フジテレビ） - 山下智久吹き替え
- サラリーマン金太郎 第1シリーズ（2008年10月10日 - 12月12日、テレビ朝日） - 側近 役
- 第46回新春かくし芸大会2009（2009年1月1日、フジテレビ）
- あんみつ姫2（2009年1月11日、フジテレビ） - 我滅家来 役
- SMAP☆がんばりますっ!!SmaSTATION!! Presents（2009年1月31日、テレビ朝日）
- 解体新ショー特選「幸せ太りってホント」（2009年3月13日、NHK）
- 陽炎の辻3 〜居眠り磐音 江戸双紙〜（2009年4月18日 - 8月8日、NHK）
- 1億人の大質問!?笑ってコラえて!・スタントマンの金の卵（2009年9月30日、日本テレビ）
- サキよみ ジャンBANG!（2011年1月14日、テレビ東京）
- ごきげん歌謡笑劇団（2012年、NHK）
- ダブルフェイス（2012年、TBS/WOWOW） - チンピラ / 教官 役
- 警視庁捜査一課9係（2013年、テレビ朝日）
- SPEC〜零〜（2013年、TBS）
- おかしな刑事（2014年6月7日、テレビ朝日） - 詐欺グループ 役

### 特撮テレビドラマ
- 仮面ライダーシリーズ（テレビ朝日）
  - 仮面ライダー剣（2004年 - 2005年）
  - 仮面ライダー響鬼（2005年 - 2006年） - 魔化魍[3] 役
  - 仮面ライダーカブト（2006年 - 2007年） - ワーム 役
  - 仮面ライダー電王（2007年 - 2008年）
  - 仮面ライダーキバ（2008年 - 2009年）
  - 仮面ライダーディケイド（2009年） - アポロガイスト[4]、怪人 他 役
  - 仮面ライダーG（2009年1月31日） - 兵士 役
  - 仮面ライダーW（2009年 - 2010年） - ガイアメモリ流通組織の男、怪人 他 役
  - 仮面ライダーオーズ/OOO（2010年 - 2011年） - ヤミー[5] 他 役
  - 仮面ライダーフォーゼ（2011年 - 2012年）
  - 仮面ライダーウィザード（2012年 - 2013年） - グール 役
  - 仮面ライダー鎧武（2013年 - 2014年）
  - 仮面ライダードライブ（2014年 - 2015年）
- スーパー戦隊シリーズ（テレビ朝日）
  - 特捜戦隊デカレンジャー（2004年 - 2005年）
  - 魔法戦隊マジレンジャー（2005年 - 2006年）
  - 轟轟戦隊ボウケンジャー（2006年 - 2007年）
  - 獣拳戦隊ゲキレンジャー（2007年 - 2008年） - 怪人 役
  - 侍戦隊シンケンジャー（2009年 - 2010年）
  - 天装戦隊ゴセイジャー（2010年 - 2011年）
  - 海賊戦隊ゴーカイジャー（2011年 - 2012年）
  - 特命戦隊ゴーバスターズ（2012年 - 2013年）
  - 獣電戦隊キョウリュウジャー（2013年 - 2014年日）
  - 烈車戦隊トッキュウジャー（2014年 - 2015年）
- 美少女戦士セーラームーン（2003年 - 2004年、テレビ朝日）

### 映画
- あずみ2 Death or Love（2005年、東宝）
- SHINOBI-HEART UNDER BLADE-（2005年、松竹）
- 大帝の剣（2007年、東映）
- ゲゲゲの鬼太郎（2007年、松竹）
- 図鑑に載ってない虫（2007年、日活）
- 転々（2007年）
- 椿三十郎（2007年、東宝） - 侍 役
- 特命係長 只野仁 最後の劇場版（2008年、松竹） - 組員 役
- ロストクライム -閃光-（2010年、角川）
- 海賊戦隊ゴーカイジャーVS宇宙刑事ギャバン THE MOVIE（2012年）
- エイトレンジャー2（2014年、東宝）
- イン・ザ・ヒーロー（2014年、東映） - 忍者 役
- 仮面ライダーシリーズ
  - 劇場版 仮面ライダー響鬼と7人の戦鬼（2005年）
  - 劇場版 仮面ライダーカブト GOD SPEED LOVE（2006年）
  - 劇場版 仮面ライダー電王 俺、誕生!（2007年）
  - 劇場版 仮面ライダー電王&キバ クライマックス刑事（2008年） - 黒木の部下 役
  - 劇場版 仮面ライダーキバ 魔界城の王（2008年）
  - 劇場版 さらば仮面ライダー電王 ファイナル・カウントダウン（2008年） - テディ、仮面ライダー電王 ライナーフォーム 役
  - 劇場版 超・仮面ライダー電王&ディケイド NEOジェネレーションズ 鬼ヶ島の戦艦（2009年） - 村人、テディ 役
  - 劇場版 仮面ライダーディケイド オールライダー対大ショッカー（2009年） - 仮面ライダーシン 他 役
  - 仮面ライダー×仮面ライダー W&ディケイド MOVIE大戦2010（2009年） - 仮面ライダーブレイド（一部）、仮面ライダーキバ（一部）、ライオトルーパー、ショッカー戦闘員 役
  - 仮面ライダー×仮面ライダー×仮面ライダー THE MOVIE 超・電王トリロジー（2010年）
    - EPISODE RED ゼロのスタートウィンクル - チンピラ 役
    - EPISODE BLUE 派遣イマジンはNEWトラル - テディ 役
    - EPISODE YELLOW お宝DEエンド・パイレーツ

  - 仮面ライダーW FOREVER AtoZ/運命のガイアメモリ（2010年）
  - 仮面ライダー×仮面ライダー オーズ&ダブル feat.スカル MOVIE大戦CORE（2010年）
  - オーズ・電王・オールライダー レッツゴー仮面ライダー（2011年） - テディ、アポロガイスト、モールイマジン、仮面ライダーNEW電王 役
  - 劇場版 仮面ライダーオーズ WONDERFUL 将軍と21のコアメダル（2011年）
  - 仮面ライダーフォーゼ THE MOVIE みんなで宇宙キターッ!（2012年）
  - 仮面ライダー×仮面ライダー ウィザード&フォーゼ MOVIE大戦アルティメイタム（2012年）
  - 仮面ライダー×仮面ライダー 鎧武&ウィザード 天下分け目の戦国MOVIE大合戦（2013年）
  - 仮面ライダー×仮面ライダー ドライブ&鎧武 MOVIE大戦フルスロットル（2014年）
- スーパー戦隊シリーズ
  - 電影版 獣拳戦隊ゲキレンジャー ネイネイ!ホウホウ!香港大決戦（2007年）
  - 炎神戦隊ゴーオンジャー BUNBUN!BANBAN!劇場BANG!!（2008年）
  - 劇場版 炎神戦隊ゴーオンジャーVSゲキレンジャー（2009年）
  - 侍戦隊シンケンジャー 銀幕版 天下分け目の戦（2009年）
  - 侍戦隊シンケンジャーVSゴーオンジャー 銀幕BANG!!（2010年） - ホムラコギ[6] 役
  - 天装戦隊ゴセイジャーVSシンケンジャー エピックon銀幕（2011年） - ゴセイブラック[7]
  - ゴーカイジャー ゴセイジャー スーパー戦隊199ヒーロー大決戦（2011年） - レジェンド戦隊ヒーロー 役
  - 海賊戦隊ゴーカイジャー THE MOVIE 空飛ぶ幽霊船（2011年）
- スーパーヒーロー大戦シリーズ
  - 仮面ライダー×スーパー戦隊 スーパーヒーロー大戦（2012年）
  - 仮面ライダー×スーパー戦隊×宇宙刑事 スーパーヒーロー大戦Z（2013年）
  - 平成ライダー対昭和ライダー 仮面ライダー大戦 feat.スーパー戦隊（2014年）

### 舞台
- 戦国BASARA〜蒼紅共闘〜（2010年4月9日 - 18日）
- 極付早乙女太一（2010年7月 - 9月）
- 劇団AND ENDLESS「美しの水」（2011年8月20日 - 9月4日） - 湯浅宗重 役
- 戦国BASARA3（2011年10月14日 - 30日）
- ミュージカル忍たま乱太郎
  - 第三弾（2012年1月12日 - 22日・7月4日 - 15日） - ドクタケ忍者 役
  - 第四弾（2013年1月9日 - 20日） - ドクタケ忍者 役
- 舞台戦国BASARA2（2012年5月11日 - 15日）
- 戦国BASARA3-瀬戸内響嵐-（2012年、東京ドームシティーホール） - アンサンブル
- 戦国BASARA3 宴 弍 （2013年11月1日 - 24日 東京/名古屋/大阪） - 三好三人衆長兄 役
- 戦国BASARA3〜咎狂わし絆〜（2014年4月25日 - 5月18日、東京/大阪/名古屋） - 三好三人衆長兄 役 兼 アンサンブル

### Vシネマ
- 仮面ライダーシリーズ
  - 仮面ライダーカブト 超バトルDVD 誕生!ガタックハイパーフォーム!!（2006年）
  - 仮面ライダーW RETURNS（2011年）
    - 仮面ライダーアクセル
    - 仮面ライダーエターナル
- スーパー戦隊シリーズ
  - 帰ってきた天装戦隊ゴセイジャー last epic（2011年）
  - 帰ってきた獣電戦隊キョウリュウジャー 100 YEARS AFTER（2014年）

### ネットムービー
- ネット版 オーズ・電王・オールライダー レッツゴー仮面ライダー 〜ガチで探せ!君だけのライダー48〜（2011年）
- ネット版 仮面ライダーオーズ ALLSTARS 21の主役とコアメダル（2011年）
- ネット版 仮面ライダー×スーパー戦隊 スーパーヒーロー大変 〜犯人はダレだ?!〜（2012年） - 仮面ライダーオーズ 役

### PV
- Queen & Elizabeth『Love♡Wars』マスカレイド・ドーパント

### CM
- アデランス ピンポイントフィックスキャンペーン

### イベント
- JAE Presents「白鎧亜 -HAKUGAIA-」（2010年） - ゲスト
- JAE NAKED LIVE「がんばろう 日本!」（2011年）
- あにキャラスタイル「腐思議の国のアリス」（2012年） - メインキャスト